# Frankenstein vs. Baragon
Pour plus de détails, voir Fiche technique et Distribution.
Frankenstein vs. Baragon (フランケンシュタイン対地底怪獣 (バラゴン), Furankenshutain tai chitei kaijū (Baragon)) est un film japonais réalisé par Ishirô Honda, sorti en 1965.

## Synopsis
Durant la Seconde Guerre mondiale, le cœur de la créature de Frankenstein débarque au Japon. Il est amené dans un laboratoire d'Hiroshima où des scientifiques procèdent à sa transplantation dans un cadavre. Mais, alors que l'opération vient de s'achever, la bombe atomique s'abat sur la ville. Des années plus tard, le monstre est recueilli par un scientifique américain et son assistante japonaise. Sous l'effet des radiations, il commence à grandir jusqu'à atteindre la taille d'une maison. Aucune cage ne pouvant plus désormais le retenir, le monstre s'évade et se réfugie dans la forêt. En même temps, Baragon, un dinosaure mutant, sort de sa cachette souterraine et se livre à des raids destructeurs...

## Fiche technique
- Titre : Frankenstein vs. Baragon
- Titre original : フランケンシュタイン対地底怪獣 (バラゴン) (Furankenshutain tai chitei kaijū (Baragon))
- Titres anglophones alternatifs : 
  - Frankenstein Conquers the World
  - Frankenstein Meets the Giant Devil Fish
  - Frankenstein and the Giant Lizard
  - Frankenstein vs. the Giant Devil Fish
  - Frankenstein vs. the Subterranean Monster
- Réalisation : Ishirô Honda
- Scénario : Jerry Sohl et Reuben Bercovitch
- Production : Tomoyuki Tanaka
- Musique : Akira Ifukube
- Photographie : Hajime Koizumi
- Montage : Ryohei Fujii
- Décors : Takeo Kita
- Pays d'origine : Japon
- Langue : japonais
- Format : Couleurs - 2,35:1 - Mono - 35 mm
- Genre : Kaijū, action, science-fiction
- Durée : 93 minutes
- Dates de sortie : 8 août 1965 (Japon), 8 juillet 1966 (États-Unis)
- Monstres: Frankenstein, Baragon, Oodako

## Distribution
- Tadao Takashima : Dr Yuzo Kawaji
- Nick Adams : Dr James Bowen
  - Gorō Naya : Dr James Bowen (voix)
- Kumi Mizuno : Dr Sueko Togami
- Yoshio Tsuchiya : Mr Kawai
- Koji Furuhata : Frankenstein
- Jun Tazaki : conseiller militaire
- Susumu Fujita : le chef de la police d'Osaka
- Takashi Shimura : scientifique de l'Axe
- Nobuo Nakamura : directeur du musée sceptique
- Kenji Sahara : soldat
- Yoshifumi Tajima : commandant du sous-marin
- Kôzô Nomura : journaliste trop zélé
- Haruya Kato : directeur de la chaîne de télévision
- Yoshio Kosugi : soldat montagnard

## Production
Le projet original devait opposer Frankenstein à Godzilla. Aussi, il existe deux fins à ce film, la fin alternative faisant apparaître la pieuvre géante Oodako.

## Diffusion
Le film est sorti en Belgique en version française sous le titre de Frankenstein conquiert le monde. Il existe une affiche française (format 120 x 160) présentée par « multifilms-France export ». Le film est peut-être sorti à la sauvette dans quelques rares salles de province.